# Korallgrottan
Korallgrottan är Sveriges längsta grotta. Den är belägen mellan Stora Blåsjön och Leipikvattnet i norra Jämtland i Frostvikens socken i Strömsunds kommun.

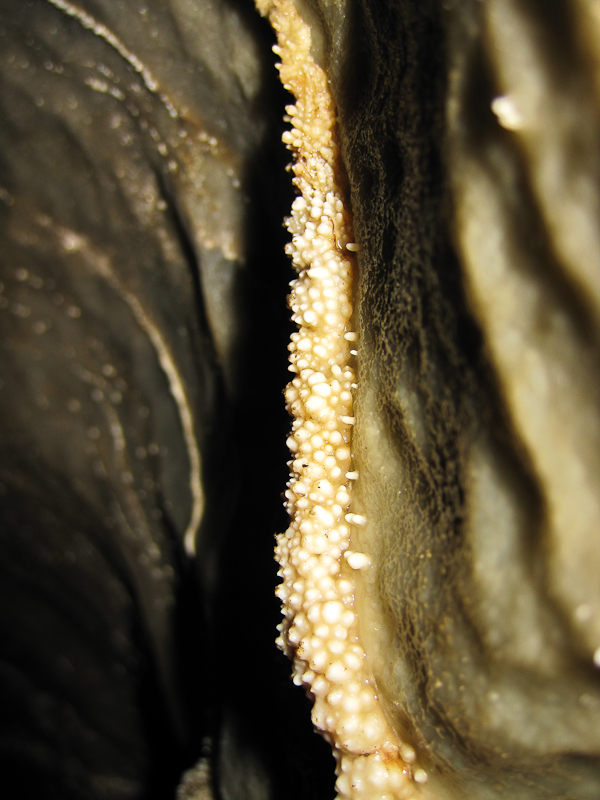
Grottkorall.

Korallgrottan med omgivning är sedan 1994 naturreservat, vilket i norr angränsar till Bjurälvens naturreservat. De unika formationerna i Korallgrottan och Bjurälven har skapats tack vare det stråk av kalksten som går genom de båda reservatens berggrund. Vatten har sipprat fram genom sprickor i kalkstenen och med tiden har tunnlar och grottor bildats. De övre delarna har efterhand torrlagts, när vattnet har börjat urholka berget allt längre ner. Området utgör Sveriges mest särpräglade karstområde.
Korallgrottan upptäcktes så sent som 1985 och hittills har sex kilometer gångar utforskats; den är därmed Sveriges längsta grotta. Det finns fyra ingångar till grottan: Klyftgrottan, Skymningsgrottan, Isingången och Doliningången. Grottan har fått sitt namn av de koralliknande små vita droppstenarna som finns inne i grottan. 